# نیکولاس شافنر
نیکولاس شافنر (انگلیسی: Nicholas Schaffner؛ ۲۸ ژانویهٔ ۱۹۵۳ – ۲۸ اوت ۱۹۹۱) یک نویسنده، روزنامه نگار و خواننده-ترانه‌سرا اهل ایالات متحده آمریکا بود. یک نعلبکی پر از رمز و راز: ادیسه پینک فلوید، بیوگرافی پینک فلوید، اثر این نویسنده است. کمی بعد از انتشار این کتاب وی به دلیل ابتلاء ایدز، در سال ۱۹۹۱ درگذشت.